# Fabrice Kelban
Fabrice Kelban est un footballeur français né le 10 septembre 1978 à Villeneuve-Saint-Georges. Il était défenseur central.
Fabrice Kelban a joué 2 matchs en Ligue 1 et 1 match en Ligue des Champions sous les couleurs du PSG.
Fabrice Kelban apparaît également dans le film Didier où il incarne un joueur du PSG.

## Palmarès
- Vainqueur du Championnat d'Europe de football des moins de 18 ans 1997